# Sarcodictyon roseum
Sarcodictyon roseum är en korallart som först beskrevs av Philippi 1842.  Sarcodictyon roseum ingår i släktet Sarcodictyon och familjen Clavulariidae. Arten är reproducerande i Sverige. Inga underarter finns listade i Catalogue of Life.